# Albert Roux

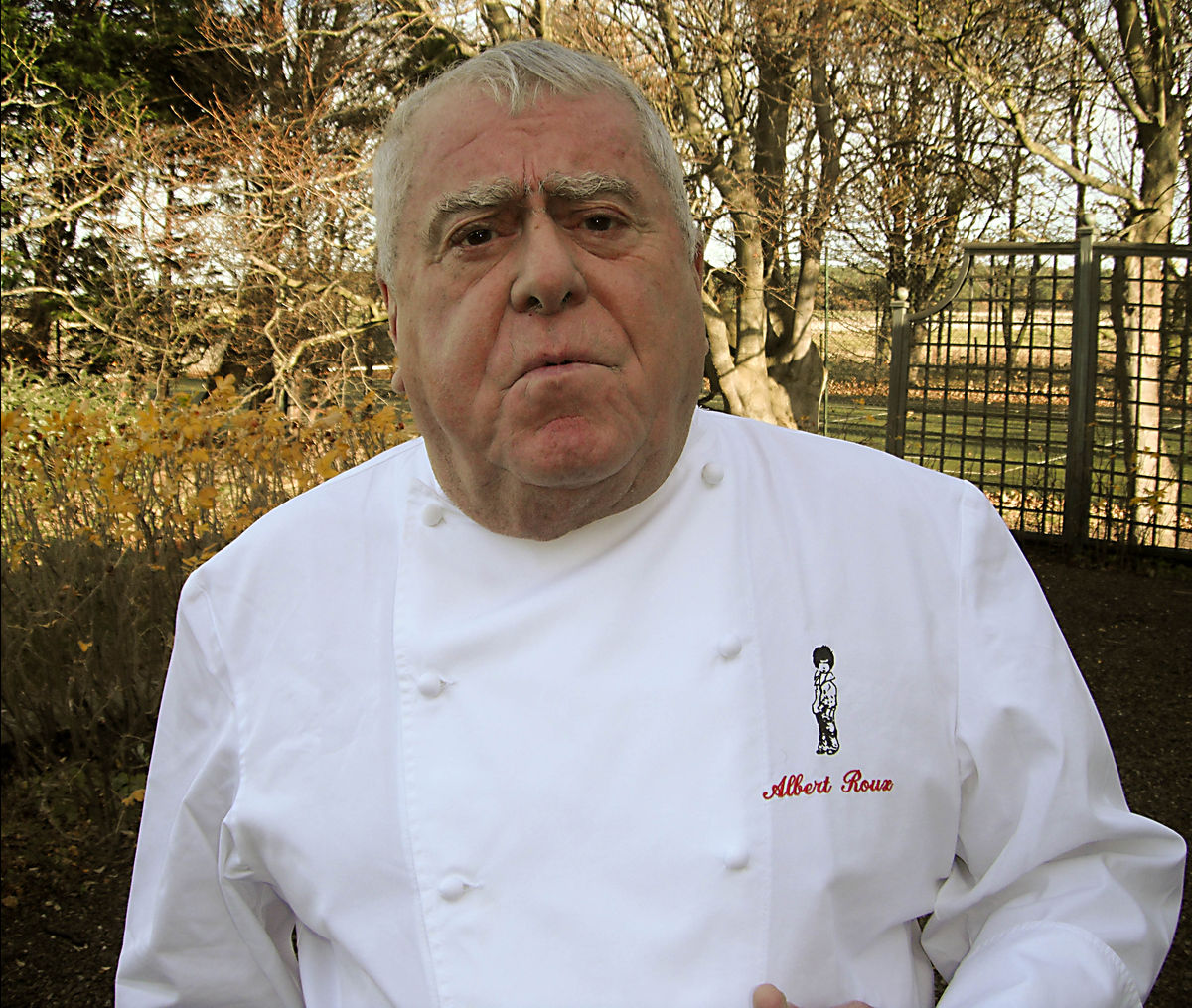
Albert Roux (2010)

Albert Henri Roux OBE (* 8. Oktober 1935 in Semur-en-Brionnais, Saône-et-Loire; † 4. Januar 2021 in London) war ein französisch-britischer Gastronom und Sternekoch, der in Großbritannien arbeitete. 1967 gründete er zusammen mit seinem Bruder Michel das Le Gavroche in London. Als erstes Restaurant Großbritanniens holte es drei Michelin-Sterne – und veränderte in der Folge den kulinarischen Horizont des Landes.

## Leben
Roux wurde als Sohn eines Charcutiers, eines Fleischveredlers, im Burgund geboren. Mit 14 Jahren verließ er die Schule und entschied sich für ein Priesterstudium. Da diese Berufswahl nicht zu ihm passte, wechselte er in eine Ausbildung zum Koch. Sein Patenonkel arbeitete als Küchenchef für die Ehefrau des vormaligen britischen Königs Edward VIII., Wallis Simpson, in Paris und vermittelte Roux im Alter von 18 Jahren eine Anstellung bei der sehr wohlhabenden Nancy Astor, Viscountess Astor. Nach seiner Lehrzeit in Cliveden arbeitete er in der britischen Botschaft in Paris und wurde Privatkoch des britischen Finanzier Sir Charles Clore. Seinen Militärdienst leistete er bei den französischen Streitkräften in Algerien, wo er gelegentlich für die Offiziersmesse kochte. Nach seinem Ausscheiden aus der Armee wurde er Sous-Chef in der britischen Botschaft in Paris, bevor er nach Großbritannien zurückkehrte, um Privatkoch von Major Peter Cazalet zu werden, wo er acht Jahre lang arbeitete.
1967 eröffneten Roux und sein jüngerer Bruder Michel (1941–2020) das Le Gavroche in der Lower Sloane Street in London, das zu den besten kulinarischen Adressen weltweit zählt. Zahlreiche Prominente waren dort zu Gast und Elizabeth Bowes-Lyon, die Königinmutter, zählte es zu ihren Lieblingsrestaurants. 1974 war es das erste Restaurant in Großbritannien, das mit einem Michelin-Stern ausgezeichnet wurde, 1977 das erste, das zwei Sterne erhielt, und 1982 das erste, das drei Sterne erhielt. 1993 verlor es den dritten Stern. Auch ihr Waterside Inn Restaurant in Bray, erhielt drei Sterne.
Wie seinem Bruder war es auch Albert Roux ein Anliegen, die nächste Generation von Köchen zu fördern, sodass das Paar 1984 das Roux-Stipendium ins Leben rief. Während seiner Zeit in der Küche bildete er mehrere Köche aus, die später selbst Michelin-Sterne errangen, darunter Gordon Ramsay, Marco Pierre White, Pierre Koffmann und Sat Bains. 1986 trennten sich die Wege der Roux-Brüder, Albert behielt das Le Gavroche und übergab 1991 seinem Sohn Michel Roux, Jr. (* 1960). Michel übernahm das Waterside In, das 1973 gegründet wurde. Roux betrieb weiterhin eine Reihe von Restaurants auf der ganzen Welt, durch seine von seiner Frau Cheryl Smith gegründete Firma Chez Roux Ltd., darunter das Chez Roux im Greywalls Hotel in Muirfield, Gullane und das Roux at the Landau, das sich im Langham Hotel befindet, sowie das Roux at Parliament Square und mehrere andere Chez Roux Restaurants.
2002 wurden Albert und Michel Roux zu Honorary Officers des Order of the British Empire ernannt.
Am 4. Januar 2021 starb Albert Roux im Alter von 85 Jahren – sein Bruder Michel war zehn Monate zuvor gestorben. Albert und Michel Roux wird zugeschrieben, mit der Eröffnung von Le Gavroche im Jahr 1967 die kulinarische Revolution in London in die Wege geleitet zu haben.